# Bronisław Gustawicz
Bronisław Marian Tadeusz Gustawicz (ur. 18 listopada 1852 w Krakowie, zm. 9 października 1916 tamże) – polski nauczyciel, krajoznawca, taternik, przyrodnik.

## Życiorys
Urodził się 18 listopada 1852 w Krakowie. Ukończył krakowskie gimnazjum św. Anny, a następnie wyjechał do Lwowa, gdzie studiował na Wydziale Inżynierii Akademii Politechnicznej. Naukę kontynuował podyplomowo na Wydziale Filozoficznym Uniwersytetu Lwowskiego. Następnie powrócił do Krakowa i podjął pracę w gimnazjum, którego sam był absolwentem. Podjął pracę nauczyciela od 29 września 1876. Egzamin zawodowy złożył 2 czerwca 1882. Został mianowany nauczycielem rzeczywistym 20 października 1886. Wówczas został nauczycielem matematyki i fizyki w Wyższej Szkole Przemysłowej. W 1890 został profesorem w Gimnazjum im. Króla Jana III Sobieskiego. W 1904 wyjechał do Żywca, gdzie zainicjował powstanie Wyższej Szkoły Realnej. Został mianowany jej dyrektorem 10 października 1904 i pełnił to stanowisko przez siedem lat. Pracując w gimnazjum był autorem wielu prac o tematyce matematyczno-technicznej. Część z nich była publikowana w Czasopiśmie Technicznym, wydawanym przez Towarzystwo Politechniczne, którego był członkiem. Od 1882 był członkiem Komisji Fizjograficznej i Antropologicznej Akademii Umiejętności.
Był uczniem Eugeniusza Janoty, z którym uczestniczył w pierwszych wejściach na tatrzańskie szczyty: w 1866 byli oni na Granatach, rok później zdobyli przy pomocy przewodnika Macieja Sieczki główny wierzchołek Świnicy. Siostrzeńcem Gustawicza był Ignacy Król.
Był autorem podstawowych publikacji o Pieninach oraz bardzo wielu prac naukowych i popularnonaukowych z dziedziny geografii, etnografii, matematyki, kartografii, meteorologii, ochrony zwierząt itd. Stworzył też wiele spośród najważniejszych haseł w monumentalnym dziele, do dziś bardzo ważnym źródle wiadomości geograficznych i historycznych, Słowniku geograficznym Królestwa Polskiego i innych krajów słowiańskich wydawanym w Warszawie w latach 1880–1895 (i uzupełnienia 1900, 1902).

## Twórczość
Książki
- Zapiski florastyczne z powiatu bobreckiego (Kraków 1880)
- Wycieczka w Czorsztyńskie (Warszawa 1881; reprint Kraków: Krajowa Agencja Wydawnicza, 1989)
- Zarys historyczny sposobów kreślenia kart geograficznych (Kraków, 1882)
- W. Haardta Atlas geograficzny dla galicyjskich szkół ludowych / W. Haardt ; nazwy polskie podał Bronisław Gustawicz (1883)
- Zasady goniometryi i trygonometryi prostokreślnéj na podstawie rzutów algebraicznych (Warszawa 1886)
- Jerzego Wahlenberga pomiary barometryczne w Tatrach i przyległych działach górskich i dolinach w roku 1813 dokonane (Kraków 1893)
- O ludzie podduklańskim w ogólności a Iwoniczanach w szczególności (1900, Lwów)
- B. Kozenna atlas geograficzny dla szkół średnich (gimnazyalnych, realnych i handlowych) / oprac. przez W. Haardta, W. Schmidta i Br. Gustawicza (Wiedeń 1907)
- Wśród dolin i gór: przechadzki przyrodnicze ozdobione i objaśnione w tekście 13 tablicami barwnemi i 152 rycinami (współautor E. Wyrobek, Warszawa: M. Arct, 1914)
- Z głębi wód – dwadzieścia obrazów z życia zwierząt niższych (współautor Emil Wyrobek, wyd. M. Arcta, Warszawa, 1914)
- Życie zwierząt. T. 3, Ptaki, cz. 2 (współautor Emil Wyrobek, Wiedeń 1912)
- Życie zwierząt. T. 4, Ptaki, cz. 3; Gady/płazy; Ryby, cz. 1 (współautor Emil Wyrobek, Berlin-Wiedeń ok. 1912)
- Życie zwierząt. T. 5, Ryby, cz. 2; Zwierzęta bezkręgowe (współautor Emil Wyrobek, Berlin-Wiedeń ok. 1912)
- Mapa powiatu chrzanowskiego (Kraków 1914)
- Wśród lasów i pól. Przechadzki przyrodnicze (Warszawa 1914, współautor: Emil Wyrobek)

Artykuły
- 1881 Podania, przesądy, gadki i nazwy ludowe w dziedzinie przyrody[2][3], ZWAK, t. 5, s. 102-186.
- 1910 O zwyczajach świętomarcińskich, "Lud", t. 16, s. 1-16.